# وزارة المالية في الإمبراطورية الروسية

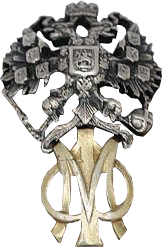

وزارة المالية هي واحدة من المؤسسات العامة المركزية في الإمبراطورية الروسية، والمسؤولة عن السياسة المالية والاقتصادية.
أنشئت في 8 أيلول 1802، وأعيد تنظيمها في 1810-11.
بحلول نهاية القرن 19، تألفت من :
- مجلس وزاري
- مكاتب عامة وخاصة للالاعتمادات
- قسم خزينة الدولة - السيطرة على حركة هذه الأموال والمحافظة على حساب جميع خزائن
- قسم الاشتراكات المقررة - للضرائب ورسوم زيمتوف
- قسم الرسوم الجمركية
- دائرة شؤون سكة حديد
- دائرة الضرائب غير المقسمة للدولة وبيع المشروبات الكحولية
- لمجلس الأوزان والمقاييس
- عدد من اللجان الدائمة والمجالس.